# Aechmea vallerandii
Espèce
Classification phylogénétique
Aechmea vallerandii est une espèce de plantes de la famille des Bromeliaceae largement répandue de l'Amérique centrale à l'Amérique du Sud et décrite en 2008.

## Synonymes
- Aechmea beeriana L.B.Sm. & M.A.Spencer[1] ;
- Lamprococcus vallerandii Carrière[1] ;
- Streptocalyx juruanus Ule[1] ;
- Streptocalyx poeppigii Beer[1] ;
- Streptocalyx vallerandii (Carrière) E.Morren[1].

## Distribution
L'espèce est présente en Amérique centrale, au Panama, et en Amérique du Sud, au Brésil, Bolivie, Pérou, Colombie, Guyane et Suriname.

## Description
L'espèce est épiphyte.